# هانا اسلیپنکو
هانا اسلیپنکو (انگلیسی: Hanna Slipenko؛ زادهٔ ۲۲ نوامبر ۱۹۷۳) ورزشکار اسکی صحرانوردی اهل اوکراین است.وی همچنین از اسکی‌بازان اسکی صحرانوردی در بازی‌های المپیک زمستانی ۱۹۹۸ بوده است.